# Città del Teatro
La Fondazione Sipario Toscana onlus/La Città del Teatro è un centro di produzione teatrale situato a Cascina, in Provincia di Pisa, riconosciuto dal Ministero dei beni e delle attività culturali. 

## Storia
Promosso dal Comune di Cascina e dalla Provincia di Pisa, è identificato dalla Regione Toscana come ente di rilevanza regionale con una funzione di riferimento per tutta la Toscana rispetto al teatro d'arte civile, alla ricerca interdisciplinare, al mondo infantile, a quello giovanile e all'università.
La Fondazione è nata nel 1993 a Cascina per iniziativa della Cooperativa Sipario del Comune di Cascina e della Provincia di Pisa, e ha consolidato le attività di Teatro Stabile rivolto a nuove generazioni, ottenendo il riconoscimento del Ministero per i Beni e le Attività Culturali fin dal 1989. Dal 2015 la Fondazione Sipario Toscana onlus è riconosciuta come Centro di Produzione Teatrale.
A partire dal 1993 la Fondazione ha individuato come propria sede un ex complesso industriale che nel giro di un decennio è stato trasformato in un "Villaggio di produzione della cultura giovanile" (la cui superficie è pari a 5000 m²) utilizzato come spazio dedicato alle arti, caratterizzato da diversi ambienti destinati a funzioni specifiche e complementari.
Oltre alle tre sale deputate allo spettacolo (la sala grande con 722 posti, la sala piccola con 198 posti e un ridotto a pianta centrale con 100 posti), la struttura comprende un'arena per spettacoli all'aperto,  un centro studi,  atelier per attività di formazione, laboratori scenotecnici, spazi di magazzino scenico e illuminotecnico, un pub/ristorante (anch'esso utilizzabile per spettacoli) e aree di servizio.
La Fondazione Sipario Toscana - La Città del Teatro è presieduta da settembre 2022 da Pier Paolo Tognocchi, con vice-presidente Annastella Giannelli e consigliere Francesco Pozzi.
Da ottobre 2023 la Direzione Artistica è stata affidata a Cira Santoro, che si occupa di teatro per le giovani generazioni da quando, studentessa universitaria, insegnava nelle scuole elementari e seguiva corsi di pedagogia e storia della letteratura per l’infanzia. Laureata in drammaturgia, ha sviluppato un approccio di tipo progettuale applicata all’organizzazione teatrale e pubblicato articoli scientifici su diverse riviste specializzate.